# Lucia Bosè

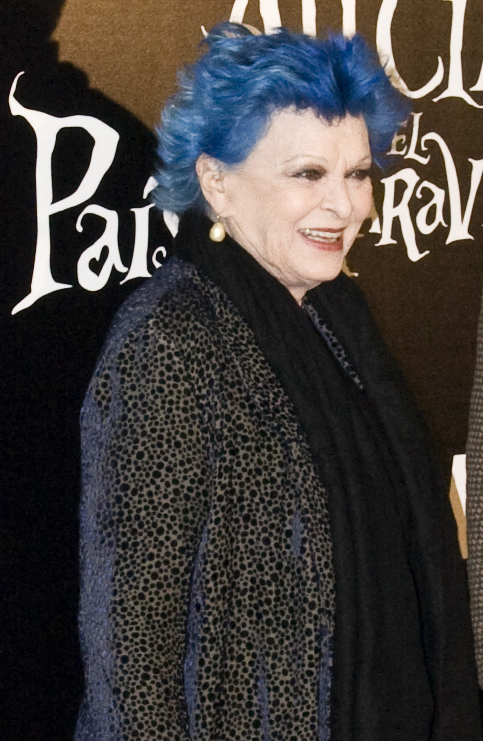
Lucia Bosè (2010)

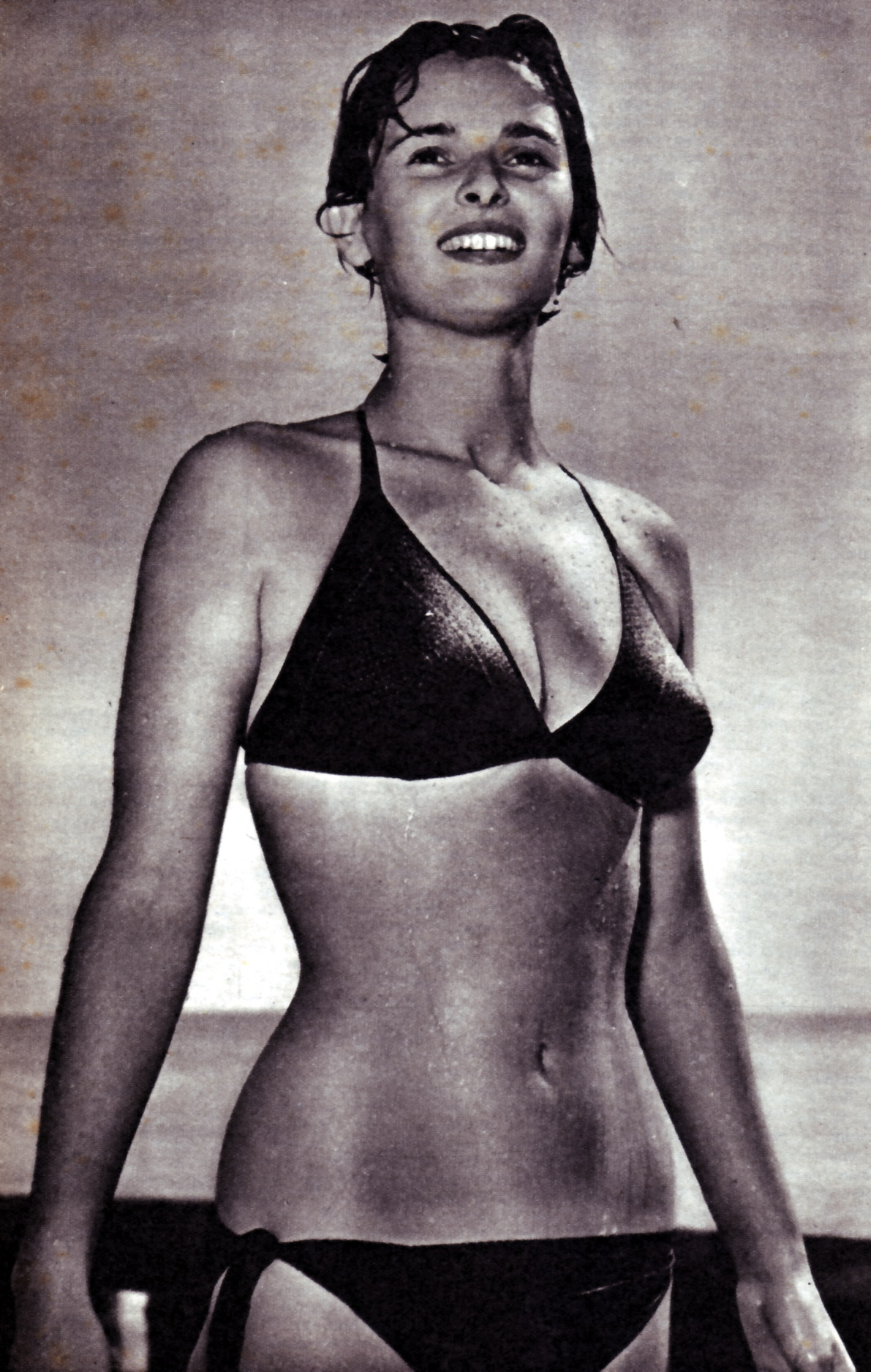
Lucia Bosè (1950)

Lucia Bosè (eigentlich Lucia Borloni, * 28. Januar 1931 in Mailand; † 23. März 2020 in Segovia, Spanien) war eine italienische Schauspielerin.

## Leben
Bosè stammte aus einer Bauern- und Arbeiterfamilie; auch sie selbst begann im Alter von zwölf Jahren zu arbeiten. Sie war Botin für eine Anwaltskanzlei, später Verkäuferin in der bekannten Mailänder Feinkonditorei „Galli“. 1947 nahm sie an der ersten Wahl zur Miss Italien teil, bei der sie gegen Konkurrentinnen wie Gianna Maria Canale, Eleonora Rossi Drago und Gina Lollobrigida den Titel erringen konnte. Dies und ihre Bekanntschaft mit Luchino Visconti, die bald zu Freundschaft wurde, führte zu ersten Filmangeboten. Hatte Giuseppe De Santis für Bitterer Reis 1949 noch Silvana Mangano vorgezogen, besetzte er Bosè in dem Folgefilm Kein Frieden unter den Olivenbäumen. Zahlreiche Leinwandengagements folgten; neben künstlerisch bedeutenden Werken von Michelangelo Antonioni, Luciano Emmer und Luis Buñuel war Bosè jedoch auch in vielen Gebrauchsfilmen zu sehen. Mehrmals spielte sie neben Walter Chiari in dessen Komödien. Als Theaterschauspielerin war sie nie aktiv.
1955 heiratete sie den fünf Jahre älteren, in seiner spanischen Heimat populären Stierkämpfer und Gelegenheitsschauspieler Luis Miguel Dominguín. Aus der Ehe, die 1967 in Scheidung endete, gingen drei Kinder hervor, von denen zwei – Paola Dominguin und Miguel Bosé – ebenfalls als Schauspieler aktiv sind. Sie lebte in dieser Zeit in Spanien und legte ihre Karriere bis auf einen vereinzelten Auftritt 1959 für Jean Cocteau auf Eis.
1968 kehrte Bosè nach fast zehnjähriger Pause zum Film zurück und stand zunächst in Spanien, später dann wieder in Italien vor der Kamera. Dort wirkte sie u. a. unter der Regie von Federico Fellini in dessen Petronius-Adaption Fellinis Satyricon mit. Nach 1978 war sie deutlich weniger, aber beständig aktiv, nun immer wieder auch für das Fernsehen arbeitend.
Lucia Bosè starb im März 2020 im Alter von 89 Jahren in Spanien an den Folgen einer SARS-CoV-2-Infektion.

## Filmografie (Auswahl)
- 1950: Kein Frieden unter den Olivenbäumen (Non c’è pace tra gli ulivi)
- 1950: Chronik einer Liebe (Cronaca di un amore)
- 1951: È l'amor che mi rovina
- 1951: Die Mädchen vom Spanischen Platz (Le ragazze di piazza di Spagna)
- 1951: Parigi è sempre Parigi
- 1952: Es geschah Punkt 11 (Roma ore 11)
- 1953: Die große Rolle (La signora senza camelie)
- 1953: Ring frei für die Liebe (Era lei che lo voleva!)
- 1954: Accadde al commissariato
- 1954: Dein ist mein Herz – Schuberts große Liebe (Sinfonia d’amore – Schubert)
- 1954: So geht's im Leben (Questa è la vita)
- 1954: Vacanze d'amore
- 1954: Verrat (Tradita)
- 1955: Der Tod eines Radfahrers (Muerte de un ciclista)
- 1955: Die Verirrten (Gli sbandati)
- 1956: Morgenröte (Cela s’appelle l’aurore)
- 1960: Das Testament des Orpheus (Le Testament d’Orphee)
- 1969: Del amor y otras soledades
- 1969: Fellinis Satyricon (Fellini – Satyricon)
- 1969: Sotto il sego dello scorpione
- 1970: Ciao Gulliver
- 1970: Metello
- 1971: Love Inferno (La controfigura)
- 1971: L'ospite (Fernsehfilm)
- 1971: Qualcosa striscia nel buio
- 1972: Arcana
- 1972: Ceremonia sangrienta
- 1972: Keine Frau für gewisse Stunden (La casa de las palomas)
- 1972: Nathalie Granger (Nathalie Granger)
- 1973: La colonna infame
- 1974: Das Ritual (La Messe dorée)
- 1975: Per le antiche scale
- 1976: Im Scheinwerferlicht (Lumière)
- 1977: Violanta
- 1982: Deines Nachbarn Sohn (Din nabos son)
- 1982: Die Kartause von Parma (La certosa di Parma) (Fernseh-Miniserie)
- 1987: Chronik eines angekündigten Todes (Cronaca di una morte annunciata)
- 1989: Der Gorilla und die falsche Ladung (Le Gorille dans le pot au noir) (Fernsehfilm)
- 1990: L'avaro
- 1990: Ich wollte Hosen (Volevo i pantaloni)
- 1991: Il coraggio di Anna (Fernseh-Mehrteiler)
- 1999: Nacht im Harem (Harem Suare)
- 2009: Capri 3 (Fernseh-Mehrteiler)
- 2013: One More Time